# SD Sparta
SD Sparta is een Braziliaanse voetbalclub uit Araguaína in de staat Tocantins. 

## Geschiedenis
De club werd opgericht in 2006 en was aanvankelijk een amateurteam. In 2013 ging de club in de tweede klasse van het Campeonato Tocantinense spelen. In 2016 werd de club kampioen, nadat ze de finale wonnen van Colinas. In het eerste seizoen in de hoogste klasse werd de club groepswinnaar en plaatste zich voor de halve finale, waarin ze titelverdediger Gurupi uitschakelden. In de finale verloren ze van Interporto.